# Derzsi Pap család
A máréfalvi és derzsi Pap család egy tekintélyes ősrégi székely nemesi származású család.

## A család története

### A család korai története
Az egymással vérrokonságban álló derzsi Pap család, székelyudvarhelyi Pálosy családdal, és derzsi Elekes családdal nyert közös nemesi levelet. 1631. november 2-án I. Rákóczi György Erdély fejedelme címeres nemes levelet adott a három családnak, melyben a régi nemességüket elismerte, és egyben mindhárom családnak a "derzsi" nemesi előnevet is adományozta. Udvarhelyszék nemesi lajstromában Máréfalván 1702-ben szerepel lófő máréfalvi és derzsi Pap István, földbirtokos. Udvarhelyszék 1744. évi nemesi felkelésben Márévalván Pap Ferenc, gyalog (pixidarius), Pap József lófő (primipilus), és Pap János primipilus szerepelnek. Ennek az idősebb Pap Józsefnek és Magdó Katalin fia, ifjabb derzsi Pap József (1757-†?), aki 1777-ben vette feleségül Gábor Judit kisasszonyt; frigyükből született derzsi Pap Ferenc (1779-†?), máréfalvi földbirtokos, aki feleségül vette Pálfi Anna kisasszonyt. 

### A 19. század
Derzsi Pap Ferenc és Pálfi Anna fia, derzsi Pap János (1805–), máréfalvi földbirtokos, aki az 1848–49-es forradalom és szabadságharc székely hadnagyként vett részt. Máréfalván 1831. június 10-én házasságot kötött nemes Simó Mária kisasszonnyal.
Derzsi Pap János (1843–1913), nyárádremetei római katolikus plébános, tiszteletbeli főesperes. Pappá szentelték 1868. április 14-én. Később Altorján volt káplán 1871. és 1880. között, majd Sepsikőröspatakon 1880 és 1894. között, végül Jobbágyfalván 1894-től 1907-ig. Nyárádremetén volt plébános 1910-ig. 1913. november 27-én bekövetkezett haláláig szülőfalujában, Máréfalván élt.
Derzsi Pap János, földbirtokos és nemes Simó Mária egy másik fia, máréfalvi és derzsi Pap Domokos (1848–1912), földbirtokos, főmérnök, műszaki tanácsos, aki 1882. május 22-én feleségül vette Csíkszentmártonon az előkelő római katolikus nemesi származású csíkszentdomokosi Sándor család sarja, csíkszentdomokosi Sándor Anna (1856–1936) kisasszonyt. A menyasszony szülei csíkszentdomokosi Sándor László (1815–1875), földbirtokos, 1848–49-es forradalom és szabadságharcos honvéd őrnagy, és csíkszentdomokosi Sándor Rozália (1832–1907) asszony voltak; apai nagyszülei csíkszentdomokosi Sándor Mihály (†1841), csíki fő-királybíró, földbirtokos, és a gróf Kálnoky család sarja köröspataki gróf Kálnoky Mária asszony voltak; Sándor Mihályné gróf Kálnoky Mária szülei gróf köröspataki Kálnoky József (1719–1798), katona, diplomata, miklósvári földbirtokos, és ürmösi Maurer Julianna (1758–1840) úrnő voltak. A Kálnoky család révén a derzsi Pap család ősrégi előkelő nemesi olasz családokból is vette leszármazását: gróf Kálnoky Ádám Csíki-, Gyergyói- és Kászonszéki főkapitányné gróf Anna Maria Mamucca Della Torre asszony volt. Pap Domokosné Sándor Anna anyai nagyszülei csíkszentdomokosi Sándor László (†1835), földbirtokos, királyi táblai ülnök, és báró zágoni Szentkereszty Borbála asszony voltak; Sándor Lászlóné báró Szentkereszty Borbálának a szülei báró zágoni Szentkereszty Sámuel, császári és királyi ezredes, földbirtokos és báró Naláczy Zsuzsanna voltak.
Derzsi Pap Domokos (1848–1912), földbirtokos, műszaki tanácsos, és csíkszentdomokosi Sándor Anna házasságából 5 gyermek származott: derzsi Pap Mária Hanna (1883–1974), akinek a férje huszti és székelykeresztúri dr. Nagy Jenő (1872–1945), királyi körjegyző; derzsi Pap Béla (1885–1916), királyi mérnök, hadnagy és századparancsnok a magyar királyi 24. honvédgyalogezredben, akinek a felesége Jovánovits Matild (1887–1937) asszony; dr. derzsi Pap Géza (1888–1968), rendőr főkapitány-helyettes; derzsi Pap Margit (1889–1966), akinek a férje, dr. tusnádi Élthes Gyula; derzsi Pap László (1895), akinek a neje farczádi Sándor Olga. Pap László és farczádi Sándor Olga frigyéből két leány született: az egyik Pap Anna Judit (1925), és Pap Zsuzsanna (1935)

### A 20. század
Egyik fiúgyermeke derzsi Pap Domokosnak és Sándor Annának vitéz derzsi Pap Béla (1885–1916), hadnagy és századparancsnok a magyar királyi 24. honvédgyalogezredben, a Signum Laudis és a hadi-díszítményes III. osztályú katonai érdemkereszt tulajdonosa volt; magyar királyi mérnökként a Földművelésügyi Minisztériumban tevékenykedett, és Csík vármegye törvényhatóságának a virilis tagja volt földbirtokos jogán. Pap Béla mérnök, Pap Domokos királyi műszaki tanácsos fia 1911. július elején Zomborban eljegyezte dr. Jovánovits József zombori ügyvéd, a Függetlenségi és Negyvennyolcas Párt titeli kerület alelnöke, valamint országgyűlési képviselője, és Sudár Matild leányát, a csúrogi születésű Jovánovits Matildot (1887–1937); a házasságot Zomborban 1911. október 28-án kötötték. A menyasszony anyai nagyszülei Sudár Ferenc, és Léchwolt Anna voltak. Pap Sándor és csíkszentdomokosi Sándor Anna fia, a csíkszeredai születésű  néhai máréfalvi és derzsi Pap Béla (1885–1916) a Gerő József féle 1938-ban megjelent "M. Kir. Belügyminiszter által igazolt nemesek" című kötetben szerepel; az igazolt nemesek között szintén szerepel a fia Jovanovits Matildtól, Pap György (1913–1995), a Ludovika Akadémia növendéke.
Vitéz derzsi Pap Béla (1885–1916) alig 29 éves korában hősi halált halt az első világháborúban az oroszok elleni küzdelemben Tuchów városánál. A családot férfi ágon egyedül derzsi Pap Béla (1885–1916) vitte tovább; Jovánovits Matild asszonytól két gyermeke született: derzsi Pap Ildikó Matild (*1912–†?) és vitéz derzsi Pap György (1913–1995), magyar szabadságharcos az 1956-os forradalomban. Vitéz máréfalvi és derzsi Pap György (1913–1995) 1939. december 2-án Budapesten feleségül vette a római katolikus nemesi származású barantali Aba Margit (1918–1997) kisasszonyt, akinek a szülei dr. barantali Aba Lehel (1890–1937), legfőbb számszéki osztálytanácsos, és Mayer Margit voltak. A menyasszony apai nagyszülei idősebb barantali Aba Lehel (1868–1941) földbirtokos, vasúti főfelügyelő, és Sasse Erzsébet (1872–1943) voltak. Idősebb barantali Aba Lehel dédapja és fivérei barantali Aba István, Aba György és Aba Imre 1779 szeptember 10-én a birodalmi nemességet nyerték. 1793. július 1.-jén magyar nemességet és családi címert szereztek adományként I. Ferenc magyar királytól. Derzsi Pap György (1913–1995) és barantali Aba Margit (1918–1997) házasságából 7 gyermek született. Derzsi Pap György Budapesten lakott és katonának készült, volt jogászhallgató, szolgált a diplomáciánál. 1941. szeptember 1-én vitéz Pap György őrmestert tartalékos zászlóssá léptették el. A háború után különféle vállalkozásba fogott, az államosítás idején Kaposváron volt kereskedő. Családjával kitelepítették egy Somogy megyei faluba, Szőlőskislakra, ahol érte a forradalom. 1956 november 20-án lépte át feleségével és hat gyermekével Kemestaródfánál a határt, majd Kanadába emigráltak. 1987 májusában települt vissza Magyarországra. Leszármazottjai mai napig élnek.

## A család címere
A derzsi Pap család címere: "Kék pajzsban, zöld dombon természetes színű növekvő párduc, lábaiban olajággal. A párduc előtt földbe szúrt kard." Sisakdísz: a paizsalak derékből. Takarók: ezüst-vörös, arany-kék.

## A család jelentősebb tagjai
- derzsi Pap János (1805–†?), máréfalvi földbirtokos, 1848–49-es forradalom és szabadságharc székely hadnagya.
- derzsi Pap János (1843–1913), nyárádremetei római katolikus plébános, tiszteletbeli főesperes.
- derzsi Pap Domokos (1848–1912), földbirtokos, főmérnök, műszaki tanácsos.
- vitéz derzsi Pap Béla (1885–1916), hadnagy, királyi mérnök.
- vitéz derzsi Pap György (1913–1995), tartalékos zászlós, az 1956-os forradalom szabadságharcosa.